# Рибна вулиця (Львів)
Вулиця Рибна — вулиця у Галицькому районі Львова, одна з найкоротших вулиць у цьому місті. З'єднує площу Старий Ринок із площею Звенигородською.

## Історія вулиці
Вулицею Рибною вона була названа 1871 року, а до того часу носила назву Марії Сніжної, названою так у XVIII ст. бо неподалік був розташований однойменний костел. 1943—1944 під пануванням Третього райху, вона називалась Fischmarktstraße, (Фішмарктштрассе) що перекладається як, «рибний ринок». Після відступу німецьких військ вул. Рибна повернула свою назву. У житловому будинку № 1 за польських часів був готель «Едісон» Мора. У житловій будівлі № 3 за радянських часів містилась заготівельна тресту їдалень. Вулицею Рибною вона була названа через те, що на вулиці Рибній розташовувалась рибна частина ринку на площі Старий Ринок, де торгували свіжою та солоною рибою.